# Zaida de Sevilha

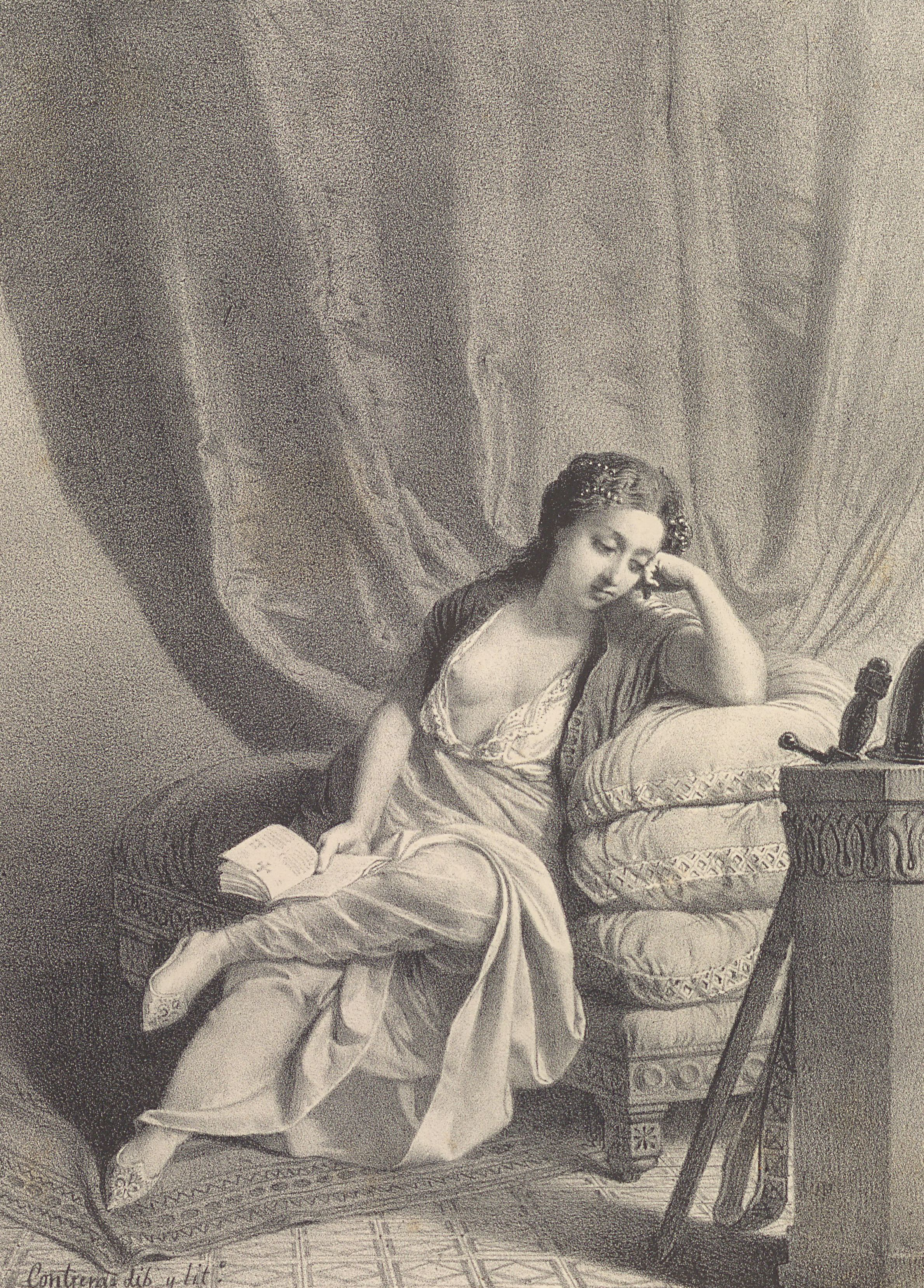
Zaida de Sevilha

Zaida de Sevilha (1063-1107) foi uma princesa muçulmana refugiada que se tornou amante e talvez esposa do rei Afonso VI de Castela.

## Biografia
Fontes de Alandalus dizem que Zaida seria esposa de Abu al Fatah al Ma'mun, emir de Córdova e filho de Almutâmide, rei abádida da taifa de Sevilha. Fontes cristãs mais tardias a consideram filha de Almutâmide, mas as crônicas islâmicas são geralmente consideradas mais confiáveis neste aspecto. Com a queda de Sevilha para os almorávidas, Zaida fugiu para a proteção de Afonso VI de Castela, convertendo-se ao catolicismo romano, tornando-se sua amante e talvez tomando o nome de batismo Isabel.
Zaida foi certamente mãe do único filho de Afonso VI, Sancho Alfónsez, que, ainda que ilegítimo, foi nomeado herdeiro de seu pai, mas morto na Batalha de Uclés contra os almorávidas enquanto Afonso ainda era vivo. Foi sugerido que Zaida e a quarta esposa de Afonso, Isabel, seriam a mesma pessoa, mas isto ainda é matéria de debate acadêmico, alguns autores distinguindo entre Isabel e Zaida, ou sugerindo que Afonso teve duas esposas de nome Isabel, uma delas sendo Zaida. Sabendo-se que ambas as filhas de Afonso, Elvira e Sancha, foram de Isabel, segundo a primeira teoria, seriam de Zaida. Zaida morreu no parto, não sendo clara a identidade da criança sendo parida.

## Sepultura
Há controvérsias sobre a identidade da sepultura de Zaida. Algumas fontes indicam que Afonso teria dedicado para ela um túmulo junto ao destinado para o próprio e seus filhos, uma lápide no Mosteiro de São Bento, em Sahagún, pois, dizendo Una luce prius Septembris quum foret Idus Sancia transivit feria II hora tertia Zayda Regina dolens peperit No Panteão de Reis de Santo Isidoro de Leão, contudo, uma lápide diz: H.R. Regina Elisabeth, uxor regis Adefonsi, filia Benabet Regis Sevillae, quae prius Zayda, fuit vocata.
Henrique Flórez sugere que provavelmente Zayda primeiro foi enterrada onde morrera e depois trasladada a Sahagún. A tumba depois foi movida a Leão, onde o sepulcro e a inscrição podem hoje ser encontrados. Uma segunda inscrição a relembra como filha de um Luís, rei da França, mas não havia rei francês com este nome à época. Ambos memoriais são extemporâneos e nenhum dos dois é geralmente visto como credível.

## Descendência
Zaida recebeu certa atenção moderna após, em 1986, o genealogista Harold B. Brooks-Baker publicar estudos indicando que, através dela, a rainha Isabel II do Reino Unido seria possivelmente descendente direta de Maomé, fundador e profeta do islamismo. A hipótese considera as versões de que Sancha seria filha de Zaida, e esta, de Almutâmide, visto que Almutâmide é descendente direto de Maomé através de Haçane ibne Ali, e que Sancha é ancestral direta da realeza britânica a partir de Eduardo IV de Inglaterra. Apesar da incerteza da tese, a notícia teve grande repercussão na Inglaterra e em todo o mundo islâmico, sendo bem recebida por personalidades como Ali Gomaa, então Grão-Mufti do Egito.